# London Dreams
London Dreams est un film indien de Bollywood réalisé par Vipul Amrutlal Shah sorti le 30 octobre 2009.
Le film met en vedette Salman Khan, Ajay Devgan,  et Aditya Roy Kapoor, 
malgré la distribution de Stars le film fut un flop considérable.

## Distribution
Salman Khan comme Manjeet "Mannu" Khosla
Ajay Devgan comme Arjun
Aditya Roy Kapoor comme Wasim Khan
asin thottumkal comme Priya

## Box-office
- Box-office Inde: 342 500 000 Roupies.

Box-office india qualifie le film de flop.